# Nongoniel
Nangoniel fue un Toqui mapuche electo en 1585, e hijo del toqui anterior Cayancura. Él fue el primer Toqui en utilizar  el arma de la caballería en el ejército mapuche durante la Guerra de Arauco.

## Biografía
Tras el fracaso del sitio del fuerte de Arauco, el toqui Cayancura, se retiró, dejando el mando del ejército a su hijo Nangoniel. Este reunió algunas tropas de infantería, y ciento cincuenta caballos, que a partir de entonces comenzaron a formar parte de los ejércitos mapuche. Nangoniel regresó a insistir en el ataque al fuerte de Arauco, y con su caballería inadvertida se puso tan cerca, que los españoles se vieron obligados a evacuarlo. Después de este éxito se movió contra el fuerte de Santísima Trinidad que protegía el paso de los suministros españoles a través del  Río Biobío, pero se enfrentó a una división de tropas españolas, al mando de Francisco Hernández, perdiendo en el fragor  de la batalla un brazo, además de otras heridas graves. Se retiró a un monte vecino, donde fue emboscado por un grupo de españoles bajo las órdenes del Sargento Mayor del reino y asesinado con cincuenta de sus soldados. El mismo día, Cadeguala fue proclamado Toqui por el ejército mapuche.